# Édouard Naville

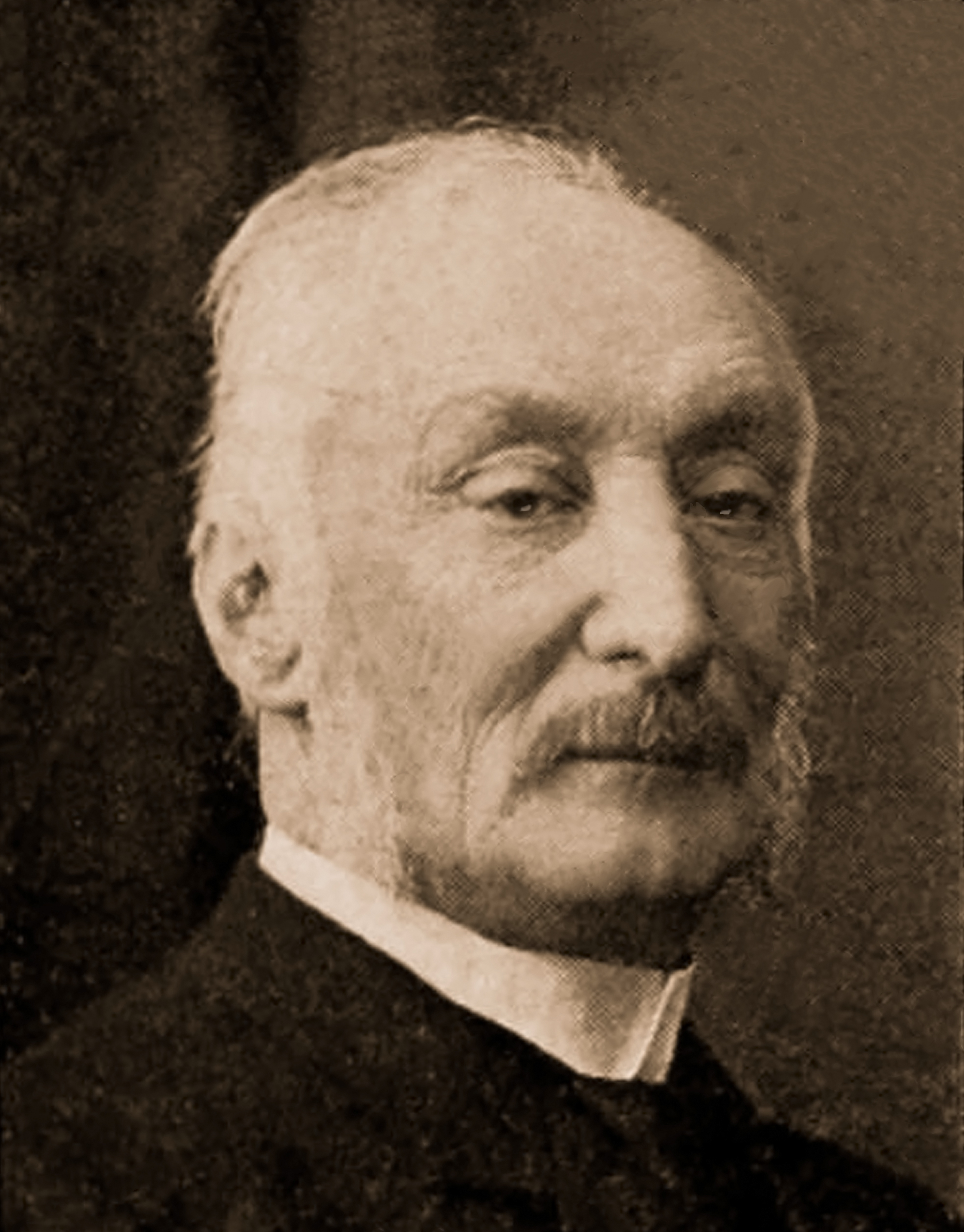
Édouard Naville rond 1917.

Henri Édouard Naville (Genève, 14 juni 1844 - Malagny, 17 oktober 1926), was een Zwitserse bijbelgeleerde, egyptoloog, filoloog, burgemeester en hoogleraar. Als egyptoloog verwierf hij grote bekendheid om de diverse succesvolle opgravingen die hij leidde, waaronder die van de Tempel van Hatsjepsoet in 1893, maar ook omdat hij erin slaagde een deel van de literaire Egyptische geschiedenis toegankelijk te maken.

## Biografie

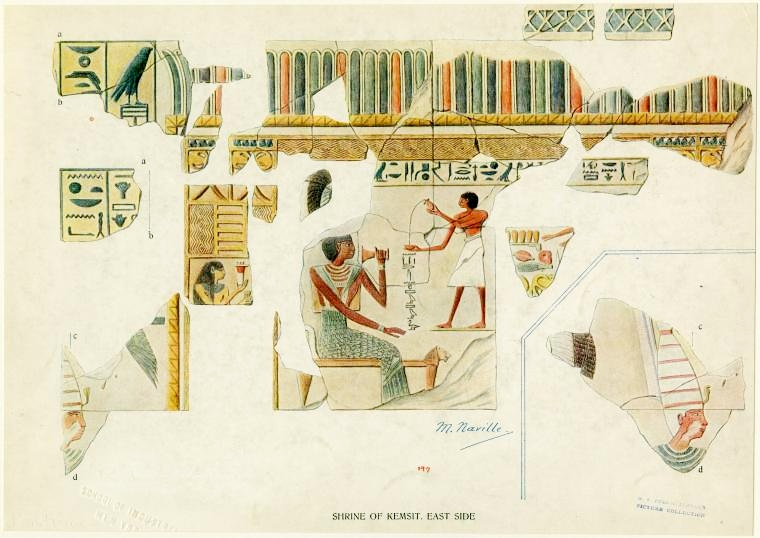
Het altaar van Koningin Kemsit, getekend door Marguerite Naville.

Édouard werd als tweede kind geboren uit het huwelijk van Sofie Rigaud (1819-1876) en Jaques Adrien Naville (1816-1880). Het gezin telde in totaal vijf kinderen waarvan drie dochters. Beide ouders waren afkomstig uit gegoede families; Édouards grootvader langs vaderszijde was plaatsvervanger van de Grote Raad en overgrootvader langs moederszijde (Henri Boissier (1762-1845)) was rector aan de Academie van Genève, hoogleraar Scheikunde, Algemene literatuurwetenschap én Archeologie. Gedreven door zijn passie voor archeologie werd Boissier medeoprichter van het Academisch Museum te Genève; Boissier liet zijn privé-verzameling na aan het museum. Ook Édouards vader, Adrien, had een indrukwekkende loopbaan; advocaat, burgemeester van Genève-Eaux-Vives, lid van de Grote Raad en van de Staatsraad.
Édouard studeerde aan de Universiteit van Genève (1861-62, klassieke literatuur en natuurwetenschappen), King's College London (1862-64, geschiedenis (het Oude Egypte)) Universiteit van Parijs, Universiteit van Bonn en de Friedrich Wilhelms Universiteit, nu de Humboldtuniversiteit te Berlijn. In zijn vrije tijd luisterde hij graag klassieke muziek, beoefende ruitersport en speelde piano. Aan de Universiteit van Parijs studeerde hij onder Emmanuel de Rougé (1811-1872), hij leerde er onder andere hiërogliefen te lezen. Na het afronden van zijn studie in Parijs vestigde Naville zich in Berlijn. Daar stond hij in het Ägyptisches Museum het eerst oog in oog met Egyptische monumenten die daar dankzij de beroemde Duitse egyptoloog Karl Richard Lepsius (1810-1884) terecht waren gekomen. Deze oude Egyptische monumenten zijn tegenwoordig te zien in het Egyptische gedeelte van het Neues Museum in Berlijn. Tijdens het studiejaar 1867-1868 studeerde hij onder deze getalenteerde man die onder meer gespecialiseerd was in filologie. Al snel werd Naville zijn enige leerling. Lepsius, die sinds 1855 mededirecteur was van het Ägyptisches Museum, bood Naville de mogelijkheid om Papyrus te kopiëren en prints te maken. Bovendien moedigde hij Naville aan om spoedig onderzoek in Egypte te doen, in het bijzonder naar de begrafenisrituelen. De eerste reis (6 maanden) langs de oevers van de Nijl maakte hij 1868 in het gezelschap van de schilder Edmond-Georges Reuter (1845-1917) die in de hoedanigheid van documentalist meereisde; Reuter maakte tekeningen en afdrukken. Enkele maanden na deze reis, publiceerde Naville zijn eerste werk. Gedurende deze, en alle andere expedities, hield hij een nauwkeurige registratie bij van persoonlijke ervaringen in zijn notitieboeken. Hieruit komt naar voren dat hij diepe gevoelens ervoer voor het land en zijn werk. Hij besloot zijn tweede notitieboek met de volgende woorden: "Het is met onuitsprekelijke melancholie dat ik keek naar de smalle wadi, die naar deze nog half onbekende streken leidt waar de zon zijn verzengende stralen werpt op een prachtige vegetatie. De nacht nadert; de Nubische zwarte bergen worden geleidelijk donkerder, op enige afstand verbergt een bocht in het dal de karavaanroute. Ik ging terug naar de Nijl met een soort verdriet bij de gedachte dat ik mijn stappen zou moeten beperken tot deze beschaafde regio's, tot deze landen waar niets meer onbekend is."
Tijdens de Frans-Duitse Oorlog (1870-71) diende hij als kapitein in het Zwitserse leger. Een van zijn taken was het begeleiden van gevangenen van het Bourbaki-leger naar Zwitserland na hun nederlaag door August von Werder bij Dijon in 1870.

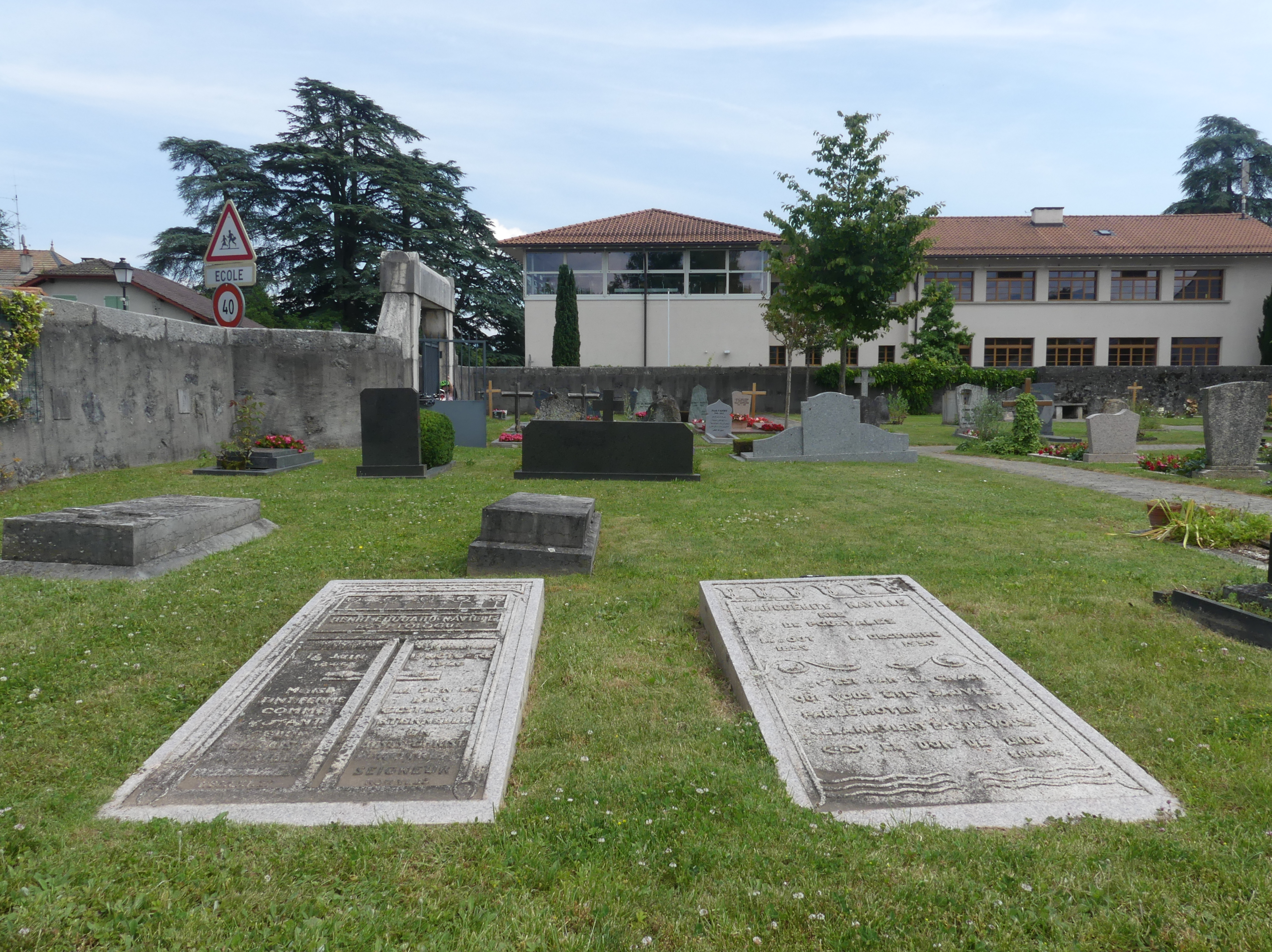
De graven van Naville (links) en zijn vrouw op de begraafplaats van Genthod.

Op 22 april 1873 trouwde hij met Marguerite Isabelle de Pourtalès (1852-1930). In hetzelfde jaar reisde het echtpaar samen naar Egypte waar zij materialen verzamelden voor het later te publiceren dodenboek. Uit het huwelijk werden vijf kinderen geboren, waaronder twee meisjes; een van de kinderen stierf in het jaar van zijn geboorte (1875). Marguerite vergezelde haar man bij zijn expedities en stond hem bij bij het beheer van de opgravingsites, in de voorbereiding van publicaties en hielp hem met het documenteren onder andere door te fotograferen en tekeningen te maken. Zij was een getalenteerd kunstenaar die de platen uitvoerde voor de meeste van zijn publicaties. Zij hield zich tevens bezig met het restaureren en het reconstrueren van vondsten. Hun kinderen voegden zich tijdens de expedities nu en dan ook bij hen, Marguerite gaf hen dagelijks les.
De archeologische en filologische werkzaamheden van Naville beslaan het grootste deel van zijn carrièrepad tussen 1868 en 1915. In de periode 1900-1914 is hij tevens burgemeester van Genthod (Zwitserland). Van 1915 tot 1917 voert Naville als vice-president het ambt uit van de voorzitter van het Internationale Rode Kruis, de daadwerkelijke voorzitter is Gustave Ador (1845-1928). In de laatste jaren van zijn leven richtte Naville zich voornamelijk op filologie. Hij werd geëerd met tal van academische onderscheidingen.
Na zijn dood in 1926 doneerden zijn kinderen diverse Egyptische artefacten, brieven en reisnotities aan het Musée d’Art et d’Histoire. Het familiearchief werd in 2006 overgedragen aan hetzelfde museum.

## Archeologische loopbaan

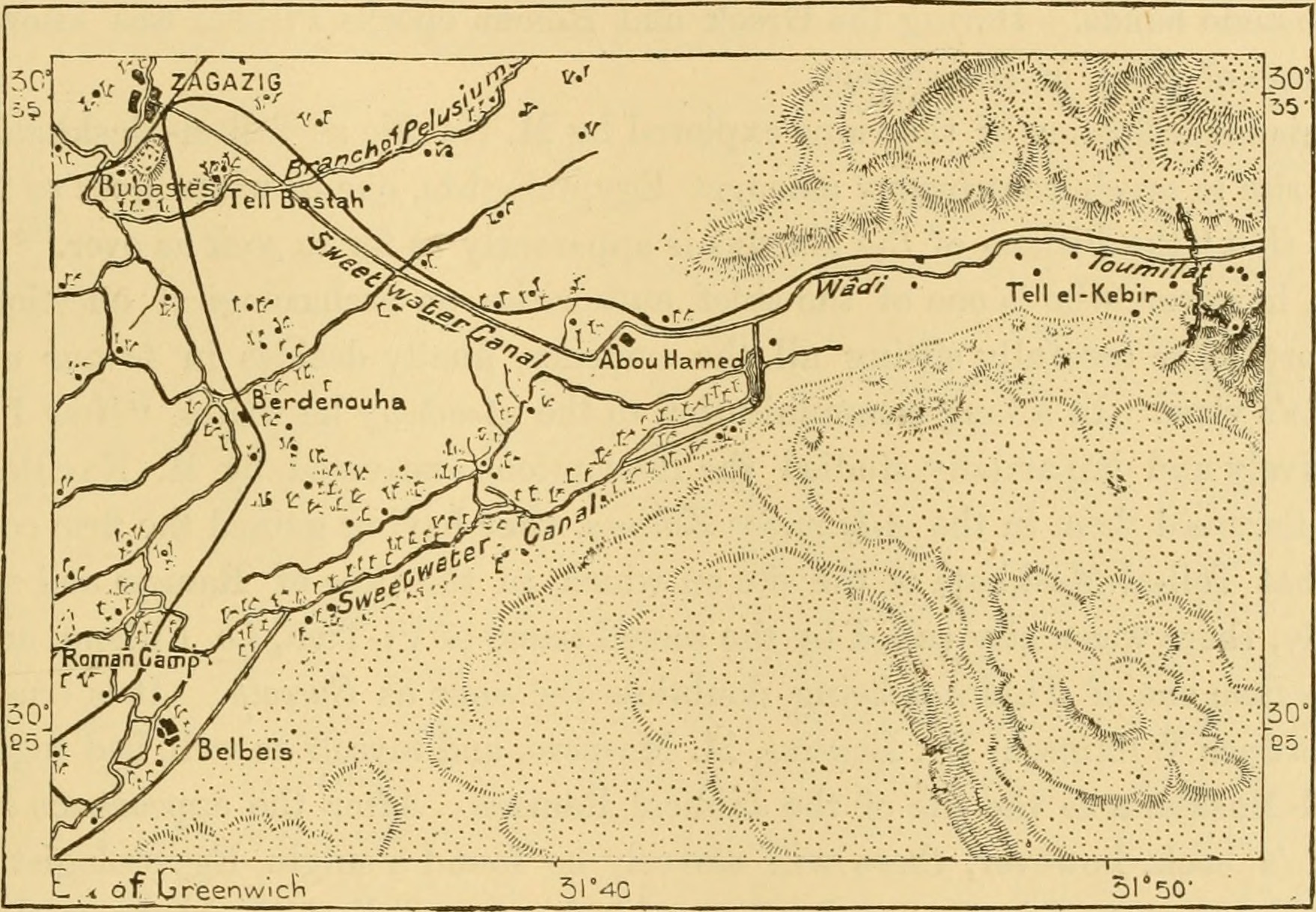
De Wadi Tumilat, een 50 kilometer lange droge riviervallei ten oosten van de Nijldelta.

Nadat in 1882 de Egypt Exploration Society (EES) werd opgericht, werd Naville in 1883 door het Egypt Exploration Fund aangesteld als leider van opgravingen. Het was een begin van een langdurige samenwerking. In januari 1883 vertrok hij naar de Nijldelta. Zijn doel was om de weg van de Uittocht uit Egypte, ofwel de exodus, te vinden. Hiertoe trok hij door het gebied van de Wadi Tumilat (de 50 kilometer lange droge riviervallei ten oosten van de Nijldelta), hij identificeerde dit gebied als Tjekoe, de achtste nome van Neder-Egypte. In de winter van 1883 deed Naville opgravingen bij de archeologische vindplaats Tell-el Maskhuta (aan de oostelijke rand van de Wadi Tumilat), hij identificeerde deze plek als Pithom, een bijbelse stad. Tijdens diezelfde winter ontdekte hij een standbeeld van Ramses II (ca. 1279-1213 v.Chr.) te Bubastis in Nijldelta. In 1884 volgde het onderzoek naar de route van de Exodus. Het jaar erop beschreef hij zijn bevindingen in het boekje "The store-city of Pithom and the route of the Exodus". Zijn theorieën rondom de route van de Exodus zijn nog niet weerlegd. De vondsten van deze archeologische expeditie werden overgedragen aan het Boulak Museum, het huidige Egyptisch Museum (Caïro). De EES mocht twee objecten verwijderen: een votiefbeeld van een valk en een beeld van een man genaamd Ankhkherednefer. Er werd overeengekomen dat beide zouden worden geschonken aan het British Museum, waar ze onderdeel uitmaken van de Egyptische beeldengalerij.
In december 1884 kwam hij aan bij Saft el-Henna en in 1885 begon hij er namens EES aan opgravingen. Hij legde er de ruïnes van de zwarte basalt Tempel van Ramses II verder bloot en ontdekte de overblijfselen van een monolithisch altaar opgericht door Nectanebo II (ca. 360-343 v.Chr.).
In 1886 werd hij nogmaals uitgezonden door de EES; ditmaal in het gezelschap van William Flinders Petrie en Francis Llewellyn Griffith. De opgravingen vonden plaats in de Nijldelta en er werden zeer interessante sites blootgelegd waaronder het versterkte kamp in Tell el-Dab'a en de Tempel van Bastet in Tell Basta. De excavatie expeditie leverde significante resultaten op, zowel wat betreft de vooruitgang in kennis, als in objecten die naar huis werden gebracht voor distributie.

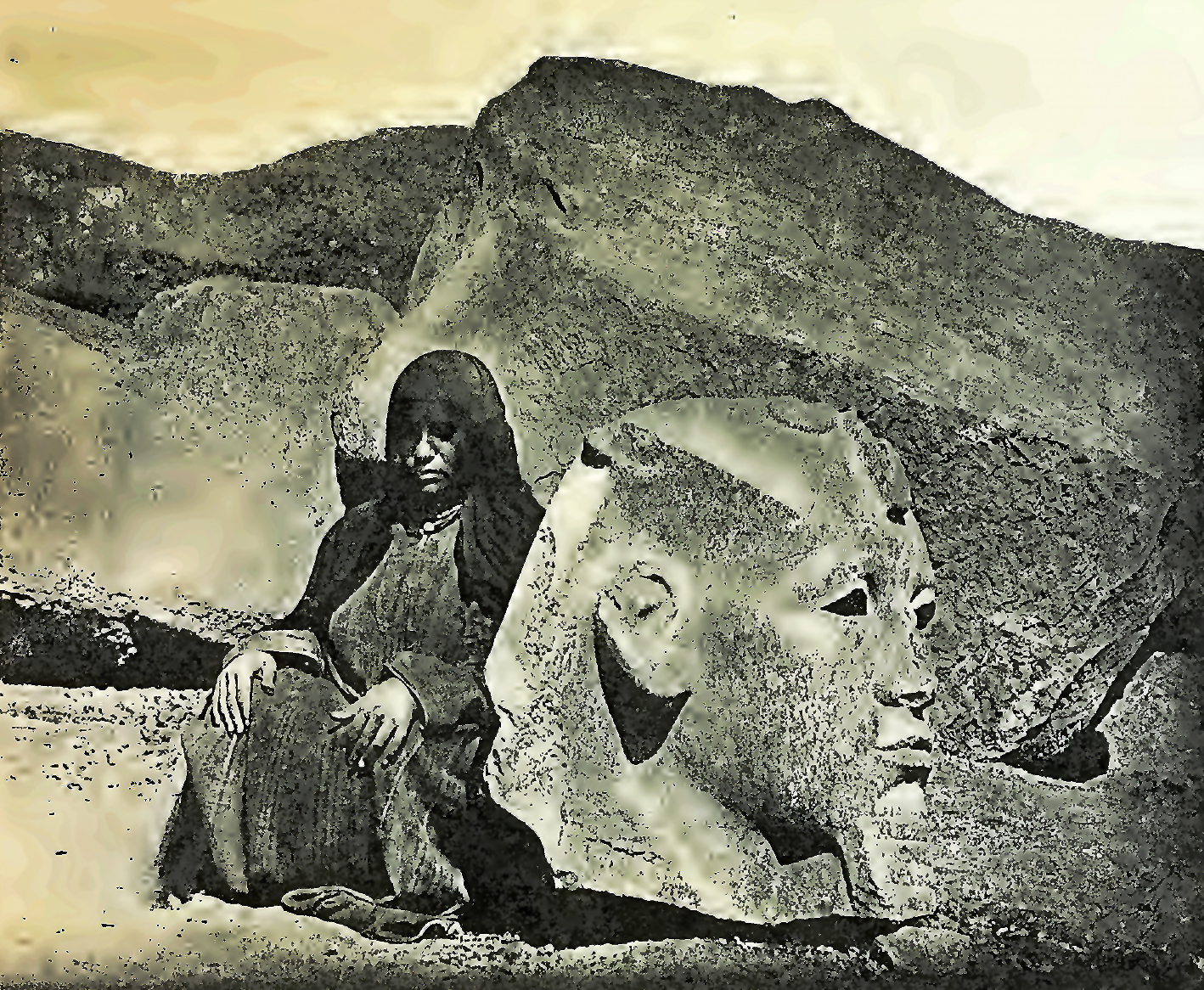
Het hoofd van het kolossale standbeeld van Amenemhat III.

Tussen 1887 en 1890 werkte Naville op archeologische sites van Bubastis waar hij eerder het standbeeld van Ramses II vond. Naast de uitgraving van het beeld van Ramses II, legde hij er onder meer twee beelden bloot die hij vanwege de ongebruikelijke gelaatstrekken in eerste instantie als Hyksos-beelden beschouwde. Het bleek echter te gaan om Amenemhat III (ca. 1853-1806 v.Chr.). Een van de beelden bevindt zich in het British Museum. Hij trof er ook een feestzaal uit de periode na Osorkon II (ca. 874-847 v.Chr). Ten westen van de feestzaal bevond zich het meest luxueuze gedeelte van de tempel; een hal ondersteund door zuilen met lotus- en palmblad en door pilaren eindigend in een prachtig gebeeldhouwde Hathor-kop welke zich nu in Museum of Fine Arts (Boston) bevindt. In het complex was nog een onafgemaakte ruimte, aan het einde van deze ruimte ontdekte hij het altaar opgedragen aan de godin Bast. De fragmenten van dit altaar bevinden zich in het British Museum. Naville genoot enorm van deze periode omdat Bubastis, naast Tanis, de enige andere stad in de Nijldelta is waar men zoveel monumenten en restanten van diverse tijdperken - van de 4e dynastie van Egypte tot de Ptolemaeën - aantrof.
Te Ahnas el Medineh, beter bekend als Heracleopolis Magna, ontdekte hij de tempel van Herisjef - de ramgod - in 1891.
De laatste expeditie van de Navilles vindt plaats in 1914 bij Abydos, vlak bij het heiligdom van Osiris, ze zijn in het gezelschap van de Britse egyptoloog Gerald Avery Wainwright (1879-1964) en de architect Edmond Fatio (1871-1959). Deze expeditie moest worden afgebroken wegens de Eerste Wereldoorlog (1914-1918).

#### Hoogtepunten

##### De tempel van Hatsjepsoet

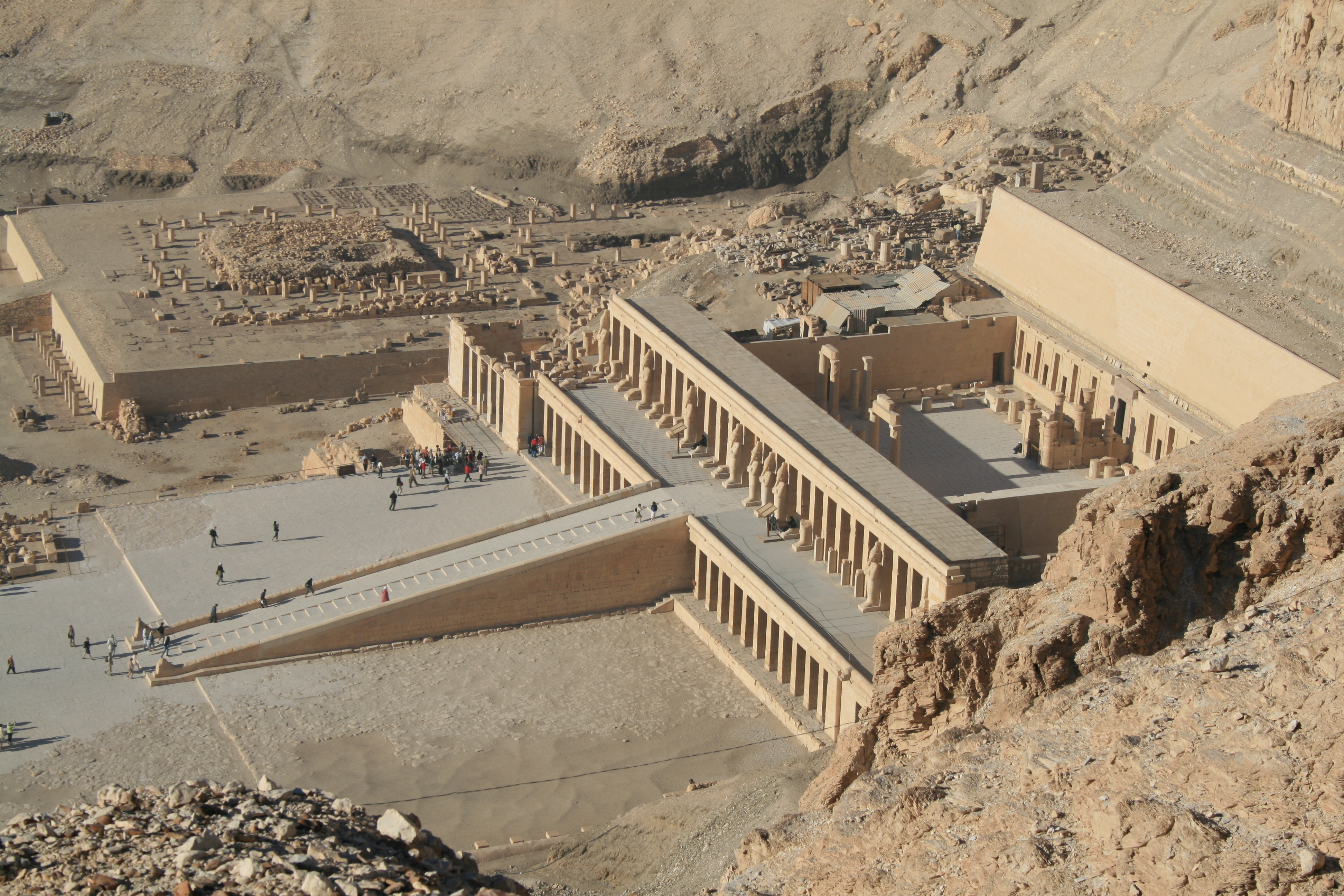
De Tempel van Hatsjepsoet.

Verreweg de meest belangrijke van al zijn archeologische prestaties, was het opgraven, blootleggen, conserveren en administreren van de Tempel van Hatsjepsoet (ca. 1479-1458 v.Chr.) te Deir el-Bahri. Eerder (1798) was de tempel beschreven door expeditieleden die daar waren ten gevolge van de Franse mediterrane veldtocht van 1798. Vanwege het immens grote terrein vonden de werkzaamheden onder leiding van Naville plaats tussen 1893-1899 (waarvan de eerste drie jaren volledig werden gewijd aan de Tempel van Hatsjepsoet). Hij werd daarbij bijgestaan door zijn vrouw, de kunstenaar David George Hogarth (1862-1899), de Britse egyptologen George Somers Clarke (1841-1926) en Howard Carter (1874-1930), toen nog een kunstenaar met een passie voor archeologie. Als eerste werd het dak boven de middelste zuilengalerij gerestaureerd, gevolgd door de reconstructie van het zonnealtaar, het verstevigen van het heiligdom en de bovenste colonnademuren, de noordwestelijke kapelmuren, het Hathor altaar en de noordelijke lager gelegen zuilengang. Naville bracht zijn bevindingen met betrekking tot de tempel uit in zes delen, deze werken behoren ook nu nog tot meesterwerken in de egyptologie. Vanwege het belang van het monument voor geschiedenis, religie en kunst, werden teksten en afbeeldingen met uiterste precisie overgenomen en op groot formaat gepubliceerd. De kleinste nuances van het behoud van reliëfs - die in de oudheid verschillende keren gewijzigd werden - werden nauwkeurig weergegeven met het potlood of het penseel van zijn medewerkers. Het doel was om de eerste "complete editie'' van een Egyptische tempel te maken, dit resulteerde in een perfecte en handige reproductie. Met dit boek stichtte Naville de moderne epigrafische editie van Egyptische documenten.

##### De dodentempel Mentoehotep II

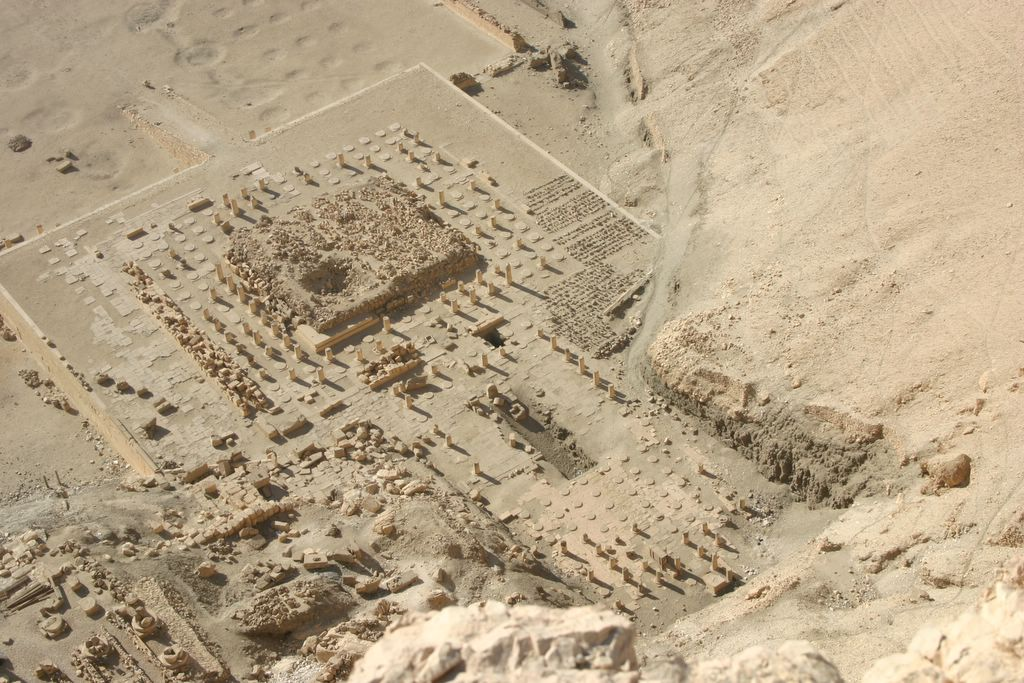
De Dodentempel van Mentoehotep II in Deir el-Bahri.

Van 1903 tot 1907 stond Naville wederom aan de leiding van een belangrijk project van het Egypt Explorationd Fund, ditmaal betrof het de herontdekking van de fragmentarische tempel van Mentoehotep II (ca. 2046-1995 v.Chr.) te Deir el-Bahri nabij Thebe (Egypte) (tegenwoordig Luxor). Naville werkte gedurende deze expeditie samen met de Britse egyptoloog en geschiedkundige Henry Hall (1873-1930) en de Duitse egyptoloog Ludwig Borchardt (1863-1938), zij voerden er een systematische verkenning uit. Het meest ambitieuze bouwwerk van Mentoehotep II, was zijn Dodentempel. De tempel bevindt zich in de klif te Deir el-Bahri op de noordwestelijke bank van Thebe. In de tempel worden de graven van de vrouwen van Mentoehotep II gevonden. Sommige van de sarcofagen worden in zijn geheel aangetroffen. De sarcofaag van Koningin Kemsit onderscheidde zich van de andere; de reliëfs waren geschilderd, maar waren verworden tot kleine fragmenten. Marguerite Naville probeerde deze fragmenten te integreren in een reconstructie, waarbij ze inspiratie opdeed uit de beter bewaarde modellen. De vele architectonische innovaties van de tempel markeren een breuk met de oude traditie van piramidecomplexen. De tempel van Mentoehotep II was een belangrijke inspiratiebron voor de nabijgelegen, maar 550 jaar later gebouwde tempels van Hatsjepsoet en haar opvolger Thoetmosis III (ca. 1479-1425 v.Chr.). De meest ingrijpende innovaties van de tempel van Mentoehotep II zijn echter niet architectonisch, maar religieus. Mede hierom was dit project uitermate geschikt voor Naville die immers ook bijbelgeleerde was. Uit de tempel inscripties blijkt dat dit de vroegste dodentempel is waar de koning niet alleen de ontvanger was van offergaven, maar dat er juist ceremonies werden geleid voor de goden (in dit geval Amon-Ra). Ten tweede identificeert de tempel de koning met Osiris, een lokale Thebaanse god die vanaf de 11e dynastie steeds belangrijker werd. Tot slot is het grootste deel van de tempeldecoratie het werk van lokale Thebaanse kunstenaars. Dit blijkt uit de dominante artistieke stijl van de tempel die mensen vertegenwoordigt met grote lippen en ogen en dunne lichamen. Aan de andere kant zijn de verfijnde kapellen van de vrouwen van Mentuhotep II zeker te danken aan Memphite-ambachtslieden die sterk werden beïnvloed door de normen en conventies van het Oude Rijk. Dit fenomeen van fragmentatie van de artistieke stijlen wordt gedurende de eerste tussenperiode waargenomen en is een direct gevolg van de politieke fragmentatie van het land.

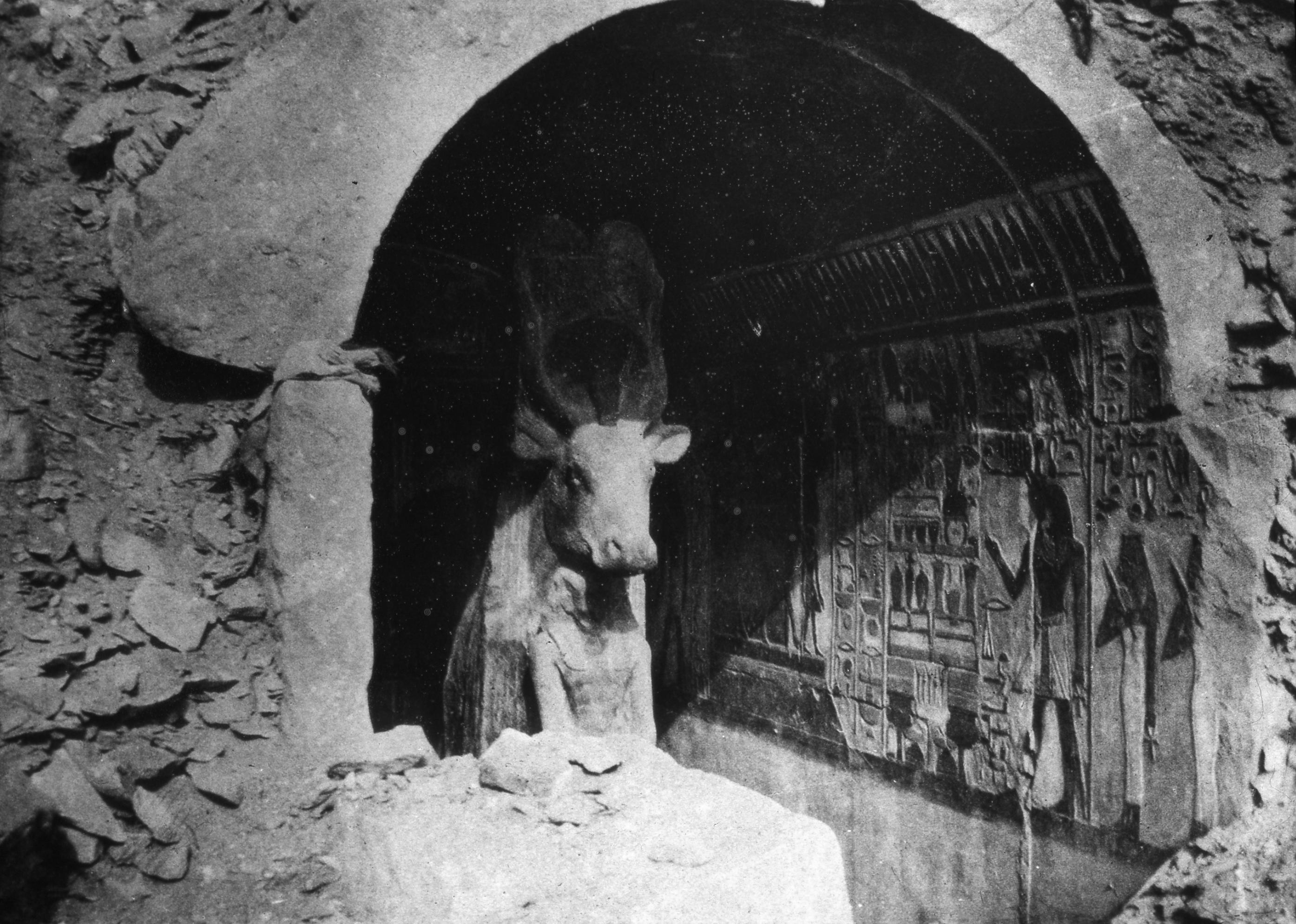
Afbeelding van de in 1906 ontdekte kapel met het beeld van Hathor uitgebeeld als koe.

In 1906 werd op het terrein een kapel ontdekt die een geschilderd standbeeld bevatte van de godin Hathor in de vorm van een koe. Dit is tegenwoordig een van de juwelen van het Egyptisch Museum (Caïro).
Helaas werd deze expeditie te vroeg afgebroken en voor Naville terug kon keren om zijn werk af te maken, werd het onderzoek voortgezet door archeologen van het Metropolitan Museum of Art die hierdoor de kans kregen om de nabijgelegen necropolis te ontdekken.

##### De tempel van Seti I te Abydos

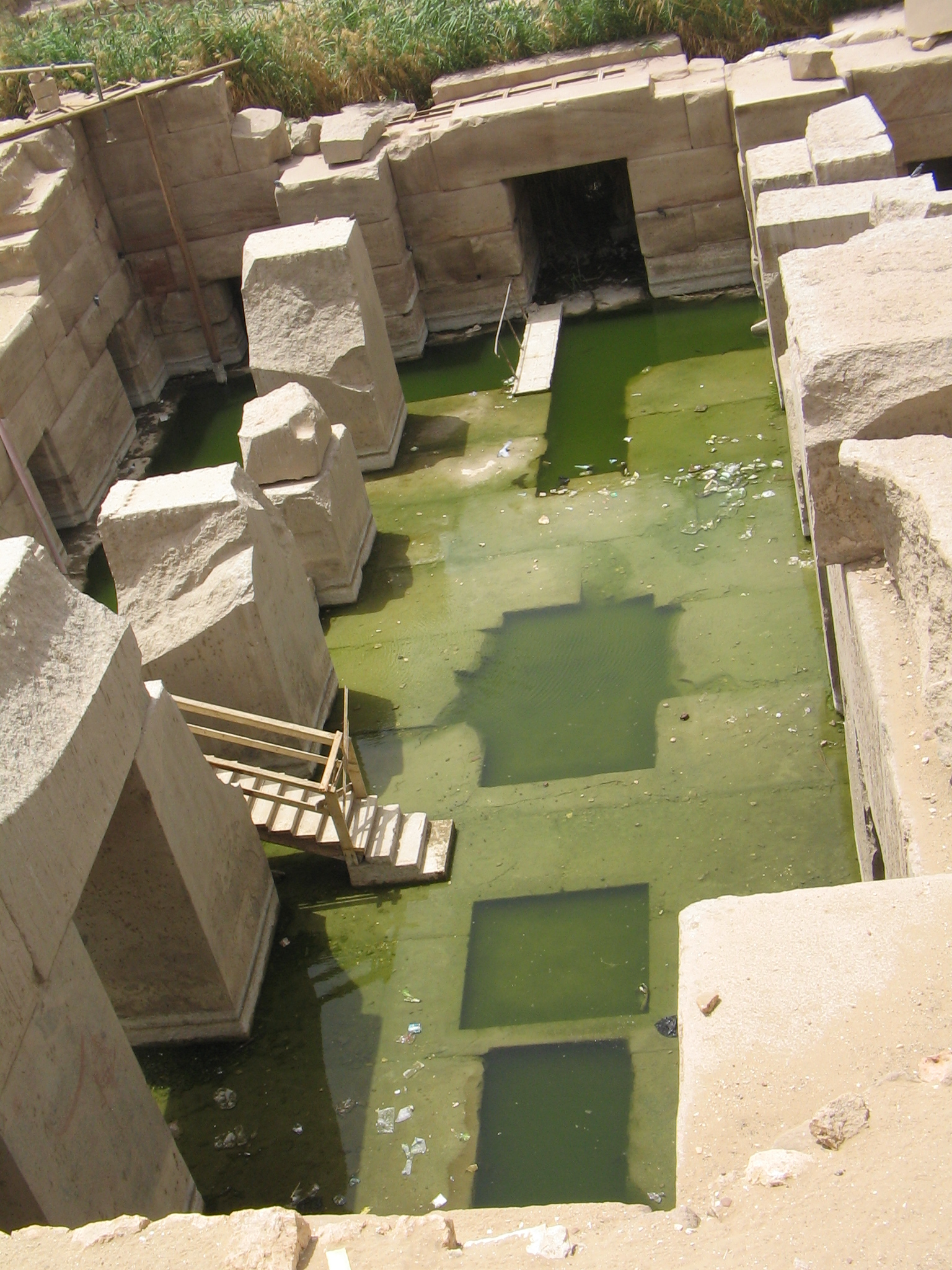
De Tempel van Seti I (Abydos). Het laatste veldwerk van Naville.

Het laatste grote veldwerk van Naville bracht hem naar de Tempel van Seti I (Abydos), dit is een van de best bewaarde monumenten uit het Oude Egypte. Vanaf 1910 werd de ondergrondse tempel blootgelegd en gerestaureerd onder leiding van Naville die wederom werkte in opdracht van de EES. Aan de achterzijde van de tempel van Seti I (ca. 1323-1279 v.Chr) ligt de Osireion, een oud Egyptische tempel. De tempel maakt integraal onderdeel uit van het begrafeniscomplex van Seti I. Het waren overigens de egyptoloog William Flinders Petrie en de Britse antropologe Margaret Murray die de tempel van Osireion in 1902 ontdekten. Onder leiding van Naville werd de tempel verder uitgegraven. Naar opdracht onderzocht het team van Naville, dat bestond uit (Thomas) Eric Peet, Edward Russell Ayrton en William Leonard Stevenson Loat en Marguerite Naville, zowel de begraafplaatsen rond de lager gelegen woestijnranden als een begraafplaats met Ibismummies. Het uitbreken van de Eerste Wereldoorlog in 1914 maakte dat het team van Naville het onderzoek ter plaatse niet voort kon zetten. Na W.O. I kreeg de Nederlandse egyptoloog Henri Frankfort de leiding over het onderzoek in opdracht van de EES.

## Filologische mijlpalen
Met name de opleidingen die hij volgde aan King's College en de Universiteit van Bonn boden hem een rijke voedingsbodem om filologie te beoefenen. Naville maakte constant gebruik van filologie en teksten om de oude Egyptische beschaving te begrijpen. De snelheid en nauwkeurigheid waarmee hij werkte heeft het vakgebied enorm geholpen in een periode waarin veel belangstelling was voor het Oude Egypte, maar ook heden ten dage worden er in de egyptologie nog steeds de vruchten van geplukt. Bovendien heeft zijn optreden ervoor gezorgd dat monumenten uit vervlogen tijden geconserveerd worden voor alle tijden.

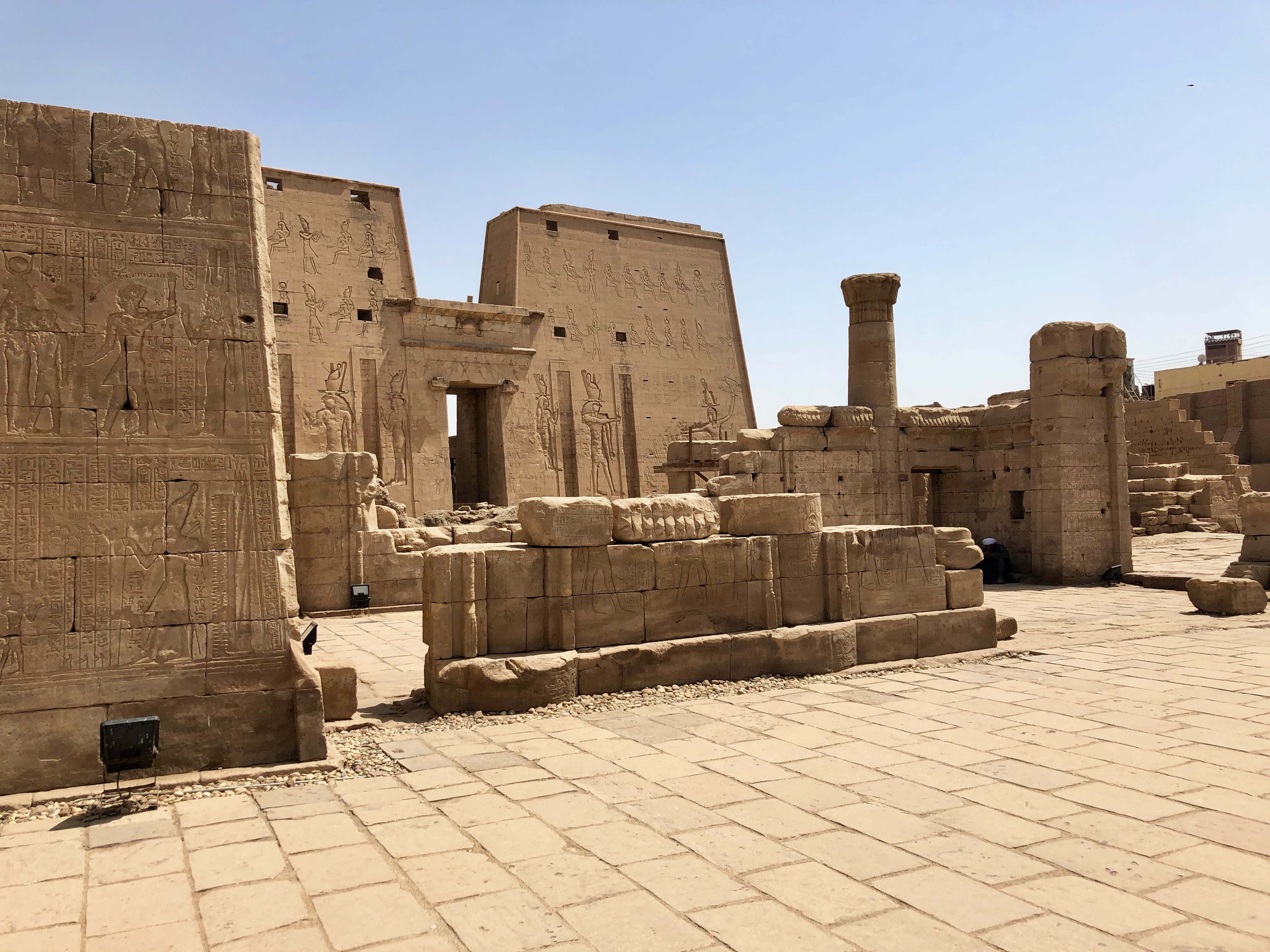
De Tempel van Horus in Edfu. De inscripties van deze tempel werden vertaald door Naville tijdens zijn eerste onderzoeksreis in 1868.

In 1868 bracht Naville zijn eerste bezoek aan Egypte, in het bijzonder Edfu, waar hij de teksten van de Tempel van Horus kopieerde. Hij had slechts twee weken nodig om de tempel teksten te vertalen en één verificatie dag. Deze werkzaamheden leidden tot het boekje 'Textes relatifs au mythe d'Horus recueillis dans le temple d'Edfou' dat verscheen in 1870. Dit 'boekje' behoort tot één der belangrijkste van zijn wetenschappelijke nalatenschappen, omdat de mythe van Horus hierdoor toegankelijk werd en omdat er nu een verbeterde taalsleutel was ontstaan. De reis had echter een ander doel, het onderzoek naar de begrafenisrituelen. Vooraf had Naville bepaald dat hij langere tijd onderzoek zou doen in Thebe. Aan het einde van de reis had hij echter niet gevonden wat hij zocht. Zijn oma financierde een extra maand, dit gaf hem de mogelijkheid om naar Nubië af te reizen. Daar vond hij materiaal dat het corpus zou vormen voor zijn grote publicatie in 1886.
Een tweede werk van filologisch belang wordt uitgegeven in 1875: La litanie du soleil: inscriptions recueillies dans les tombeaux des rois à Thèbes.

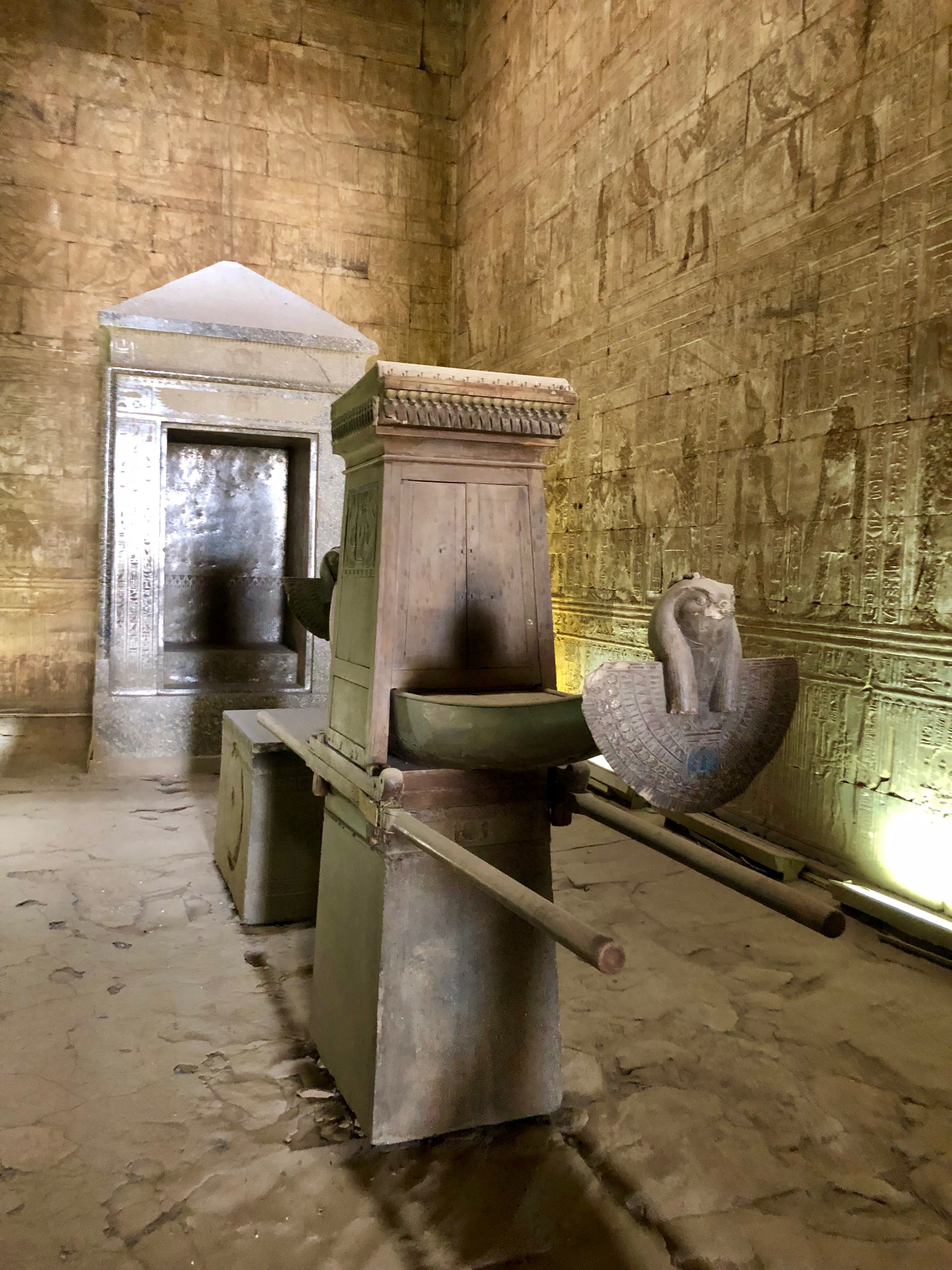
Binnenzijde van het heiligdom van Horus van de Tempel van Horus te Edfu

Na de dood van Lepsius in 1884, werd Naville diens literaire executeur. Dit had hij te danken aan zijn aanzienlijke talenten op filologisch gebied. In 1886 publiceerde hij 'Das aegyptische Todtenbuch der XVIII. bis XX. Dynastie'. In het voorwoord bedankt hij Lepsius (die dan al is overleden) voor zijn begeleiding en bijdragen aan het werk. Het dodenboek bevat een verzameling van teksten uit diverse tijdperken zoals spreuken, bezweringen en liturgische instructies. Het boek is op geen enkel moment verouderd geraakt en wordt nu nog steeds gebruikt als studiemateriaal. Het is het enige boek met een eerste druk in de Duitse taal omdat het werd uitgegeven onder auspiciën van de Berlijnse universiteit.

## Publicaties
Als men in zijn publicatiegeschiedenis duikt, wordt in één klap duidelijk dat Naville een passievolle en energieke geest bezat. Hij publiceerde heel wat boeken, waaronder:
- Textes relatifs au mythe d’Horus, recueillis dans le temple d’Edfou, 1870;
- La litanie du soleil: inscripties recueillies dans les tombeaux des rois à Thèbes, 1875;
- Les quatre stèles orientées du Musée de Marseille, 1880;
- Inscription historique de Pinodjem III, grand prêtre d'Ammon à Thèbes, 1883;
- The store-city of Pithom and the route of the Exodus, 1885;
- Das aegyptische Todtenbuch der 18. bis 20. Dynastie, 1886;
- The shrine of Saft el Henneh and the land of Goshen, 1885, 1887;
- The Mound of the Jew and the city of Onias. Belbeis, Samanood, Abusir, Tukh el Karmus. 1887
- The historical results of the excavations at Bubastis, 1889;
- Bubastis, 1887- 1889, 1891;
- The route of the Exodus, 1891;
- The season's work at Ahnas and Beni Hasan: 1890-1891, 1891;
- The Festival-Hall of Osorkon II in the Great Temple of Bubastis, 1887-89, 1892;
- Ahnas el Medineh (Heracleopolis Magna) and, the Tomb of Paheri at El Kab, co-auteurs: Francis Llewellyn Griffith, Joseph Taylor, Thomas H. Lewis, 1894;
- The Temple of Deir el Bahari, Introductory Memoir, 1894;
- The Temple of Deir el Bahari, 6 delen. 1895-1908
- Britain and Boer Independence, 1900;
- L'Indépendance Des Républiques Sud-Africaines Et l'Angleterre, 1900;
- La Question Du Transvaal, 1900;
- L’Aile nord du pylône d’Aménophis III à Karnak, Les Bas-reliefs, 1902;
- The Life-Work of Sir Peter Le Page Renouf, Vol. 1-3, co-auters: Gaston C. Maspero, W. Harry Rylands, 1902-07;
- The Egyptian Book of the Dead, Translation and Commentary, 1904;
- La religion des anciens Égyptiens, 1906;
- The Tomb of Hatshopsitu, with Howard Carter, 1906;
- The XIth Dynasty Temple at Deir el-Bahari, 3 delen, co-auteurs: Edward R. Ayrton, Henry Hall, 1907-13;
- The Funeral Papyrus of Jouiya, 1908;
- Le livre des morts Égyptien, 1909;
- The old egyptian Faith, 1909;
- Le papyrus hiéroglyphique de Kamara et le papyrus hiératique de Nesikhonsou au Musée du Caire, 1912;
- Archaeology of the Old Testament: Was the Old Testament Written in Hebrew, 1913;
- The Cemeteries of Abydos, deel 1, co-auteurs: T. E. Peet, H. R. Hall, and K. Haddon, 1914;
- Papyrus funéraires de la XXIe Dynastie II, 1914;
- Le papyrus hiératique de Katseshni au Musée du Caire, 1914;
- The Text of the Old Testament, 1915;
- L’évolution de la langue égyptienne et les langues sémitiques, 1920;
- La haute critique dans le Pentateuque, 1921;
- The Law of Moses, 1922;
- The Higher Criticism in Relation to the Pentateuch, 1923;
- Le Deutéronome, un livre mosaïque, 1924;
- L’écriture égyptienne: essai sur l’origine et la formation de l’une des premières écritures méditerranéennes, 1926.